# Сейка (посёлок)
Сейка (яп. 精華町 Сэйка-тё:) — посёлок в Японии, находящийся в уезде Сораку префектуры Киото. Площадь посёлка составляет 25,68 км², население — 36 220 человек (1 октября 2020), плотность населения — 1410,44 чел./км².

## Географическое положение
Посёлок расположен на острове Хонсю в префектуре Киото региона Кинки. С ним граничат города Кётанабе, Кидзугава, Нара, Икома.

## Население
Население посёлка составляет 36 220 человек (1 октября 2020), а плотность — 1410,44 чел./км². Изменение численности населения с 1980 по 2005 годы:
| 1970 | 10 929 чел. |  |
| 1975 | 13 894 чел. |  |
| 1980 | 15 334 чел. |  |
| 1985 | 16 095 чел. |  |
| 1990 | 17 519 чел. |  |
| 1995 | 22 691 чел. |  |
| 2000 | 26 357 чел. |  |
| 2005 | 34 236 чел. |  |
| 2010 | 35 630 чел. |  |
| 2015 | 36 376 чел. |  |

## Символика
Деревом посёлка считается вечнозелёный дуб, цветком — роза.